# EGN Danmark
EGN, Executives’ Global Network, er verdens største uafhængige udbyder af professionelle netværksgrupper for erhvervsledere og specialister.
Virksomheden blev etableret i Svendborg i 1992 under navnet ØKO2002 – siden Netværk Danmark og nu EGN Group. I 2008 blev de første netværksgrupper etableret uden for landets grænser under navnet EGN, Executives’ Global Network.
På globalt plan er EGN verdens største udbyder af netværksgrupper med mere end 45.000 medlemmer i 35 lande efter en fusion med Vistage Worldwide. 

## Historie

### Begyndelsen 1992 - 1996
EGN, tidligere kendt som Netværk Danmark,  blev startet i Svendborg af Jørgen Galsgaard og hans kone Jeanette Galsgaard. Netværkstanken opstod, da Jørgen som økonomichef ved Fyens Andels Foderstofforretning (FAF) stod i en situation, hvor han manglede ligesindede at spørge til råds. Ved at sende 100 breve ud til andre økonomichefer fik han startet en erfagruppe for økonomi-, finans- og regnskabsansvarlige i dansk erhvervsliv – ØKO2002 – som navnet blev. I 1996 blev et lignende netværk startet for it-chefer, og det samlede antal medlemmer rundede de 1.000. 

### 1996 - 2022
Efterhånden som flere fagområder kom til, blev netværkene samlet under det fælles navn EGN. I 2004 kom erhvervsmanden Jens Erik Karlskov Jensen ind som partner. I 2008 blev den første netværksgruppe lanceret i Sverige – og dermed blev der taget det første spadestik til det globale netværk, EGN. Senere samme år blev EGN Norge og Singapore føjet til porteføljen, og i de følgende år ekspanderede EGN Group betydeligt, især i Europa og Asien; en udvikling der er fortsat frem til i dag. 
I 2014 trak Jørgen Galsgaard og Jens Erik Karlskov Jensen sig tilbage fra den daglige ledelse, men spillede stadig en aktiv rolle i bestyrelsen, hvor Jens Erik var formand, indtil fusionen i 2022.
I 2015 skifter Netværk Danmark navn til EGN Group. 
I 2016 begyndte EGN Group at samarbejde med Harvard University. Samarbejdet er blevet til to skræddersyede udviklingsforløb med årligt certifikat, hvor livslang læring og strategisk netværk er omdrejningspunktet.

### 2022 - Nu
Den 16. december 2022 blev det offentliggjort, at den amerikanske netværksvirksomhed Vistage, der fokuserer på faglige netværksgrupper for bl.a. CEOs og ejerledere, havde gennemført en fusion med EGN Group.   Efter fusionen er Jørgen Galsgaard og Jens Erik Karlskov Jensen, der begge var medejere af familievirksomheden, trådt ud af bestyrelsen.
I denne fusion er Jonatan Persson stadigvæk CEO for EGN, samtidig med at virksomheden beholder deres navn.

## Netværksgrupper

### Opbygning af grupperne
EGN tilbyder netværksgrupper for ledere og specialister indenfor mange forskelige felter. Netværksgrupperne har altid tilknyttet en mødefacilitator, og så består grupperne af cirka 20 medlemmer. 